# Eva Nansen
Pour les articles homonymes, voir Nansen.
Eva Helene Nansen, née Sars le 17 décembre 1858 à Christiania (Oslo) et morte le 9 décembre 1907 à Lysaker d'une pneumonie, est une chanteuse lyrique norvégienne. Elle est une pionnière du ski féminin, discipline dans laquelle elle a accompli des exploits.
Première femme de l'explorateur Fridtjof Nansen, elle est la fille du naturaliste et prêtre Michael Sars et de sa femme Maren Sars, et elle a pour frères le biologiste Georg Sars et l'historien Ernst Sars. Par sa mère, elle est la nièce de Johan Sebastian Welhaven et d'Elisabeth Welhaven et cousine d'Hjalmar Welhaven et Kristian Welhaven. Elle est la mère d'Odd Nansen.